# Georgi Abadżiew
Georgi Abadżiew (bułg. Георги Абаджиев, ur. w 1892) – bułgarski kolarz. Reprezentant Bułgarii na Letnich Igrzyskach Olimpijskich 1924 w Paryżu. Na igrzyskach uczestniczył w wyścigu indywidualnym na czas, który ukończył na 53. miejscu.